# Homotherus erythromelas
Homotherus erythromelas là một loài tò vò trong họ Ichneumonidae.